# Холуново
Холуново — село в Слободском районе Кировской области в составе Озерницкого сельского поселения.

## География
Находится на расстоянии примерно 33 км на север от районного центра города Слободской.

## История
Было известно с 1873 года как деревня Юкиевская (Юкиево), в которой было учтено дворов 15 и жителей 80, в 1905 (уже Юксеевская) 18 и 108, в 1926 25 и 119, в 1950 17 и 68. В 1989 было учтено 102 постоянных жителя. С 2010 переименовано в село Холуново, переняв название у ранее существовавшей в здешней округе деревни Холуново, которая упразднена была в 1994 году. В селе имеется Спасская церковь.

## Население
| 2010 |
| ---- |
| 75   |

Постоянное население составляло 79 человек (русские 95 %) в 2002 году, 75 в 2010.